# Ľubica
Ľubica és un poble i municipi d'Eslovàquia. Es troba a la regió de Prešov, al nord del país.

## Història
La primera referència escrita de la vila data del 1271.

## Demografia
| Godina             | 1994 | 2004    | 2014    | 2024   |
| ------------------ | ---- | ------- | ------- | ------ |
| Nombre de persones | 3514 | 3947    | 4402    | 4482   |
| Diferència         |      | +12,32% | +11,52% | +1,81% |

| Godina             | 2023 | 2024   |
| ------------------ | ---- | ------ |
| Nombre de persones | 4475 | 4482   |
| Diferència         |      | +0,15% |